# Nederland (Texas)
Nederland é uma cidade no Condado de Jefferson, Texas, Estados Unidos. A população foi de 17.422 no censo de 2000.